# Magdalena Banecka
Magdalena Banecka (ur. 11 lutego 1980) – polska siatkarka występująca na pozycji libero lub przyjmującej.

## Sukcesy
- złoty medal mistrzostw Polski z Muszynianką
- srebrny medal mistrzostw Polski z Danterem Poznań